# Dhauli
Dhauli ist ein etwa 500 Einwohner zählendes Dorf im Süden der ostindischen Stadt Bhubaneswar im Bundesstaat Odisha; es ist bekannt durch ein Felsedikt des Kaisers Ashoka sowie durch einen neuzeitlichen buddhistischen Stupa und einen hinduistischen Tempel.

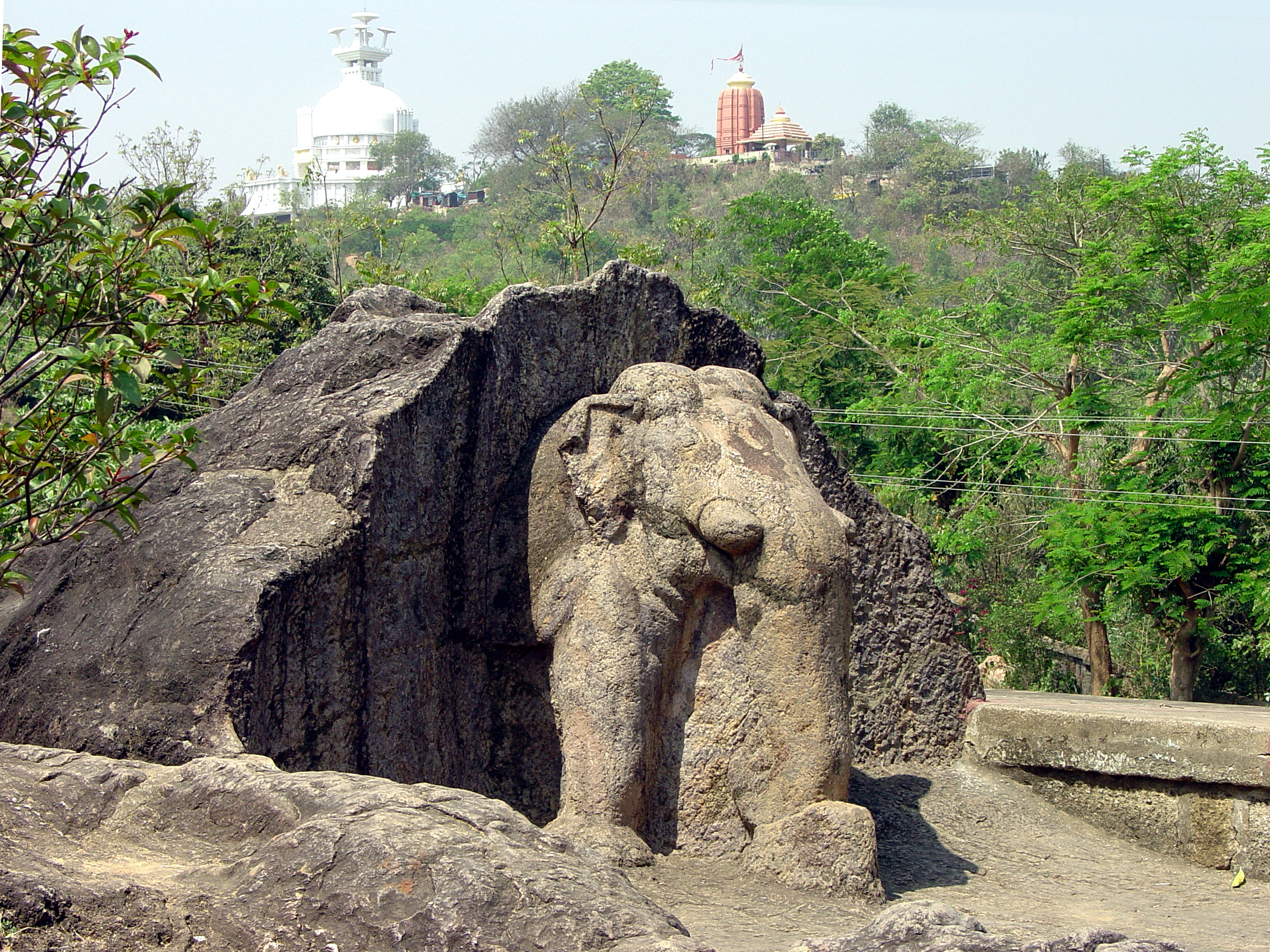
Dhauli – Felselefant mit neuzeitlichem Stupa und Tempel im Hintergrund

## Lage
Dhauli liegt nur etwa 5 km (Fahrtstrecke) südlich des Tempelbezirks von Bhubaneswar in einer Höhe von etwa 40 m ü. d. M. In unmittelbarer Nähe befinden sich die etwa 150 m hohen Dhauli Hills.

## Geschichte
Einige Forscher identifizieren den Ort mit dem Gelände, auf welchem im Jahr 261 v. Chr. die Entscheidungsschlacht Ashokas gegen das Kalinga-Reich stattfand. Später geriet der Ort in Vergessenheit, doch im 20. Jahrhundert wurde er durch den Bau eines buddhistischen Stupas und einer Säule mit Löwenkapitell sowie eines hinduistischen Tempels wiederbelebt.

## Sehenswürdigkeiten

### Felsedikt
Das über zwei Jahrtausende den Einflüssen des Wetters ausgesetzte Felsedikt Ashokas wurde im Jahr 1837 entdeckt und von James Prinsep entziffert und übersetzt. Ende des 20. Jahrhunderts wurde es durch einen weitgehend verglasten und mit Metallgittern versehenen Bau geschützt. Es besteht lediglich aus 11 der sonst üblichen 14 Edikte:

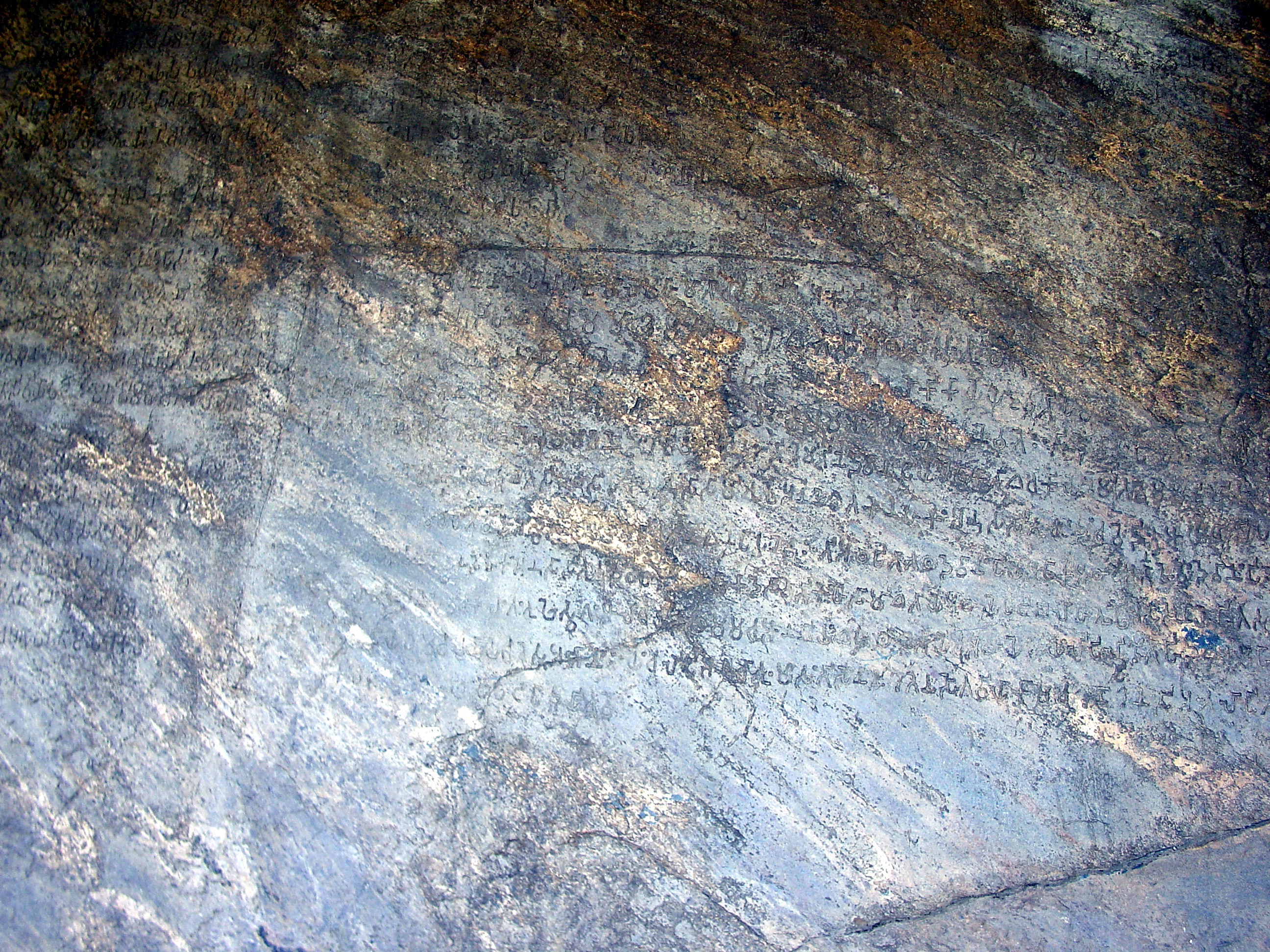
Ausschnitt des Felsedikts

1. Von der Heiligkeit allen Lebens
2. Von den sozialen Diensten für Mensch und Tier
3. Von der alle 5 Jahre stattfindenden Kontrolle durch die Beamten
4. Von der Praxis der Barmherzigkeit
5. Von der Überwachung des Gesetzes der Barmherzigkeit
6. Von der unverzüglichen Erledigung wichtiger Geschäfte
7. Von den Folgen der unvollständigen Einhaltung des Gesetzes
8. Vom Besuch des Königs bei frommen Einsiedlern und Brahmanen
9. Von der richtigen Abhaltung der Zeremonien
10. Vom wahren Ruhm
14. Nachwort
Die Edikte 11 und 12 fehlen, da sie bereits größtenteils in anderen Edikten enthalten waren; Edikt 13 bezieht sich auf die blutige Eroberung des Kalinga-Reiches und hätte möglicherweise ungute Erinnerungen wachrufen können.
Zwei zusätzliche und nur hier vorkommende Edikte (sog. Kalinga-Edikte) fordern seine Statthalter und Beamten zu einem unparteilichen und gerechten Umgang mit den Besiegten auf; er selbst wünscht sich großes Vertrauen in seine Person, denn „Alle Menschen sind meine Kinder“.

### Felselefant
Nur wenige Meter oberhalb des Felsedikts befindet sich ein Felskuppe, aus welchem der vordere Teil eines Elefanten herausgearbeitet wurde. Die Skulptur ist wahrscheinlich eine der ältesten (erhaltenen) ganz Indiens und sollte entweder Buddha selbst symbolisieren (seine Mutter Maya war durch einen in ihre rechte Seite eindringenden weißen Elefanten schwanger geworden), oder aber den würdevoll-hoheitlichen Charakter der Inschrift unterstreichen.

### Felshöhle etc.
An einem Hügel nordwestlich des Felsedikts befindet sich eine kleine von Menschenhand herausgearbeitete Höhle mit einer Inschrift des 7. Jahrhunderts. Auf der Spitze des Hügels befinden sich die Ruinen eines Tempels.

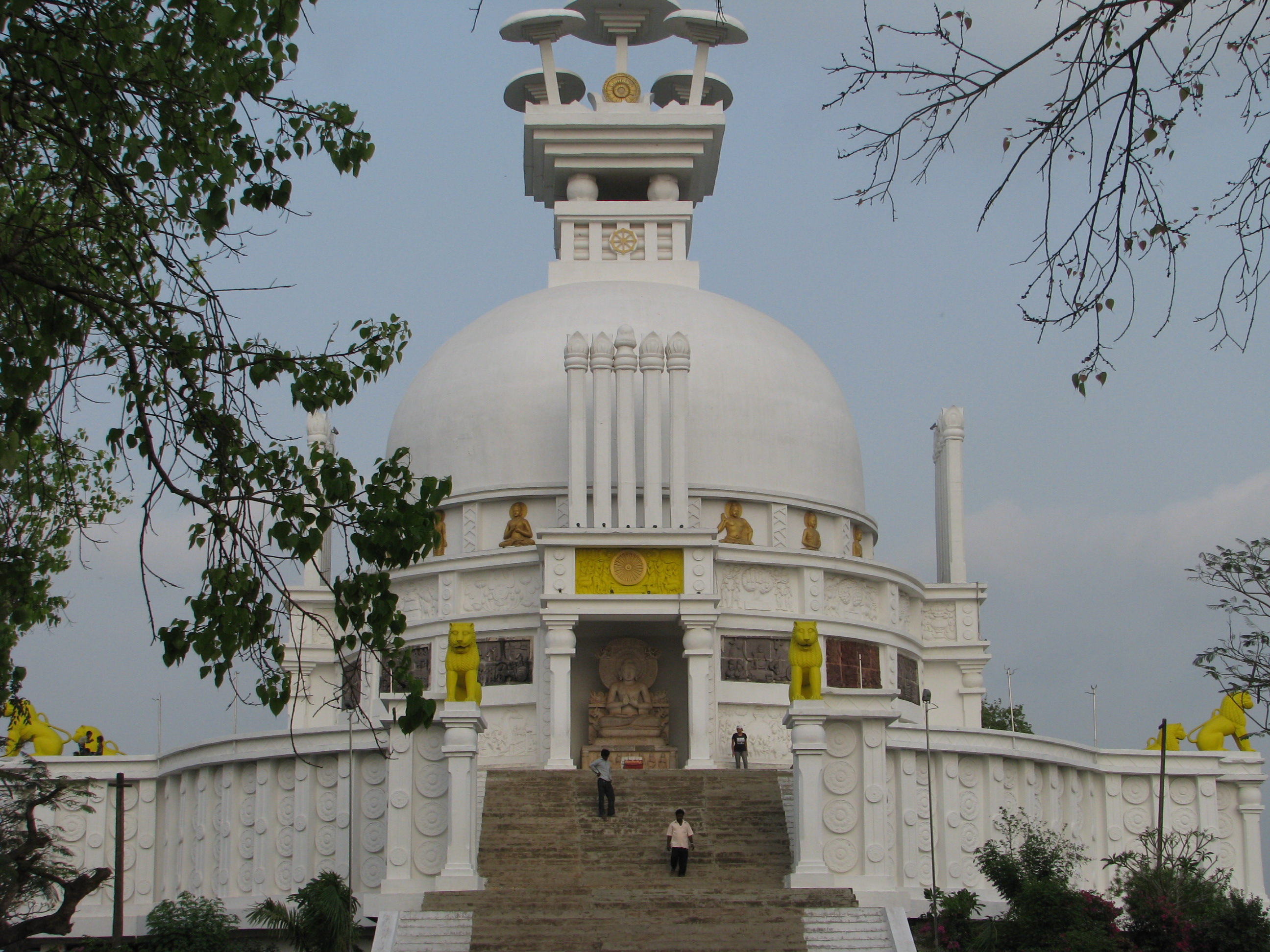
Shanti-Stupa

### Shanti-Stupa
Der im Jahre 1972 auf einem benachbarten Hügel erbaute und von einer vedika-Zaun-Imitation eingefasste Shanti-Stupa entstand als Kooperation zwischen Indien und Japan. Breite Treppenfluchten führen vorbei an seitlichen Löwenpostamenten; eine endet vor einem auf einem Lotosthron sitzenden Buddha-Bildnis, welches eine vergrößerte Kopie des gupta-zeitlichen lehrenden Buddhas von Sarnath ist; das darüberliegende Feld zeigt das Rad der Lehre (dharmachakra) umgeben von Schülern. Weitere figürliche Terracotta-Reliefs sind in die Außenseite des Stupas eingelassen. Die darüber befindliche Ebene des Stupa enthält mehrere Buddha-Statuen mit unterschiedlichen Handgesten (mudras). Im Scheitelpunkt des von Nischen mit darüber befindlichen Ehrensäulen umstandenen Stupa erheben sich 5 Ehrenschirme (chhatras) innerhalb eines harmika-Zaunes. In einem Annexraum befindet sich eine Statue des liegenden (d. h. ins Nirwana eingegangenen) Buddha.

### Säule
Unweit des Stupa steht eine etwa zur gleichen Zeit geschaffene Säule mit einer Nachbildung des berühmten vierfigurigen Löwenkapitells von Sarnath.

### Hindu-Tempel
Der Hindu-Tempel mit seinem Shikhara-Turm im Stil des Lingaraja-Tempels von Bhubaneswar unterstreicht das friedvolle Neben- und Miteinander der beiden großen indischen Religionen, denn Buddha wurde schließlich als 9. Inkarnation Vishnus in den hinduistischen Glaubenskosmos integriert und konnte somit auch von Hindus verehrt werden.